# Constituição do Estado do Piauí de 1967
A Constituição do Estado do Piauí de 1967 foi promulgada pela Assembleia Constituinte em 12 de maio de 1967 para fincar o código político do estado aos ditames da Constituição Federal outorgada pela Ditadura de 1964.

## Deputados estaduais constituintes
- João Clímaco d'Almeida, vice-governador do estado[3] e presidente da Assembleia Legislativa
- Aluísio Soares Ribeiro, 1º vice-presidente
- Odilon Carvalho de Almendra Freitas, 2º vice-presidentes
- José Raimundo Bona Medeiros, 1º secretário
- Waldemar de Castro Macedo, 2º secretário
- Edson Martins da Rocha, 3º secretário
- José Francisco da Paz, 4º secretário
- Alfredo Alberto Leal Nunes
- Antônio Manoel Gaioso e Almendra Castelo Branco
- Afrânio Messias Alves Nunes
- Alberto de Moura Monteiro
- Antonio Monteiro Alves
- Abdon Martins Nunes
- Caio Coelho Damasceno
- Constantino Pereira de Sousa
- Djalma Martins Veloso
- Deusdete Albuquerque Cavalcante
- Edison Dias Ferreira
- Francisco das Chagas Ribeiro Magalhães
- Filadelfo Freire de Castro
- Francisco de Assis Carvalho e Silva
- Humberto Reis da Silveira

## Emendão de 1971
Assim como a Emenda Constitucional nº 1 de 1969 deu redação quase total à Constituição Federal de 1967 as Constituições Estaduais também tiveram que seguir aquela cultura emendativa. Assim a Constituição Piauiense de 1967 foi  completamente refeita uma nova redação com a Emenda nº 1, de 30 de janeiro de 1971, publicada no DOEPI de 30 de janeiro de 1971.